# 名公書判清明集
『名公書判清明集』（めいこうしょはんせいめいしゅう）は、南宋の判例集で、南宋の法律制度の研究における重要史料である。作者は不詳で、わずかに南宋後期の福建の建寧府の人士であることだけが知られている。
『名公書判清明集』は、南宋の朱熹、真徳秀、呉潜、徐清叟、王伯大、蔡抗、趙汝騰など、二十八の地方官の訴訟処理の判例集である。散文形式で書かれ、事例の分布範囲は非常に広く、例えば『名公書判清明集』第八巻では、劉克庄の《后村先生大全集》一九三巻の『鄱陽県東尉検校周丙家財産事』を、あるいは、第十一巻『人品門』“公吏”では、江東提刑官である蔡杭の判決集が大量に収録されていて、更に宋王朝の法律『宋刑統』が大量に引用されている。
『名公書判清明集』には封建思想も窺い知ることができる。例えば、知識人が妓女を妻として娶る場合は、罪人と認定される、という事例や、婦女の再婚は不実とされる、などの事例がある。また、詹師尹『取肝救父』や江應『割股救母』などでも愚孝思想（親不孝）を語っている。明朝の嘉靖年間に張四維が『永楽大典』より『名公書判清明集』を抽出して輯本を作成した。

## 構成
巻之一：官吏門

巻之二：官吏門

巻之三：賦役門

巻之四：戸婚門

巻之五：戸婚門

巻之六：戸婚門

巻之七：戸婚門

巻之八：戸婚門

巻之九：戸婚門

巻之十：人倫門

巻之十一：人品門

巻之十二：懲悪門

巻之十三：懲悪門

巻之十四：懲悪門

## 逸事
李敖は大学の論文『宋朝的離婚』の中で、かつて胡適と『名公書判清明集』が著された時代について討論したことがあると述べている。胡適は宋朝以降と論じたが、李敖はそれには同意しなかった。現存する宋版は静嘉堂文庫の部分本だけで、上海図書館に明版の完本が残る。

## 日本語訳
- 高橋芳郎『訳注『名公書判清明集』戸婚門 南宋代の民事的紛争と判決』創文社 2006
- 高橋芳郎『名公書判清明集 官吏門・賦役門・文事門 訳注』北海道大学出版会 北海道大学大学院文学研究科研究叢書 2008